# 충무신문
충무신문(忠武新聞)은 경상남도 통영시 지역의 신문사이다. 

## 역사
- 2025년 2월 18일 충무신문 창간
- 2025년 4월 1일 홈페이지 리뉴얼

## 왜 충무신문인가?
충무시는 1955년 9월 1일부터 1995년 1월 1일까지 약 40년 동안 현 통영시의 시내 지역을 일컫던 시의 명칭인데, 1995년 1월1일부로 당시의 충무시와 통영군이 행정적으로 통폐합되면서 시의 명칭이 통영시로 결정되어 사용되어왔음은 주지하는 바이다. 본지가 그 이름을 '충무신문'으로 명명한 데에는 통합시의 명칭이 '충무시'로 되지 못한 데 대한 진한 아쉬움의 감정이 배어 있다고 하겠다. 물론 '통영시' 라는 명칭을 선호하신 분들의 뜻을 존중하지만, '통영시'보다 '충무시'라는 이름의 브랜드 가치가 좀 더 높지 않을까 하는 생각이 가시지 않는다. 충무공 이순신 장군의 호국정신과 인품, 행적을 빼면 이 도시의 이미지를 달리 무엇에서 찾을 수 있을까?
충무공이라는 시호를 가진 인물은 이순신 장군만이 아니라 40여분에 달하기에 보통명사라고 할 수 있다. 하지만 한국인의 거의 대부분은 '충무공'이라는 이름에서 거의 다 이순신 장군을 떠올릴 것이다. 그런 점에서 보통명사 '충무공'은 고유명사로 기능하고 있는 것이다.
보통명사가 고유명사처럼 쓰여서 특정인을 가리키는 경우는 매우 위대한 인물들에게서 보이는 현상이다. 공자는 공선생님라는 보통명사이지만, 공구(孔丘)라는 특정인을 가리키고, 맹자도 맹선생님이라는 보통명사이지만 맹가(孟軻)라는 특정인을 가리킨다. 충무공이라는 보통명사에서 한국인들 거의 모두가 특정한 인물 이순신 장군을 연상한다는 것에서도 장군의 위대함이 새삼 확인된다.
'충무시' 하면 이순신 장군이 거의 동시에 연상되지만, '통영시'라는 명칭에서는 그런 작용이 좀 약해 보인다. 그래서 이순신 장군을 연상시키는 힘이라는 점에서 충무시라는 이름이 통영시라는 이름보다 더 강하고, 그런 점에서 '통영시'보다는 '충무시'라는 명칭의 브랜드 가치가 높아 보인다.

## 역대 회장
- 유석권 (2025 ~ )